# Charles II : The Power and the Passion

Charles II: The Power & the Passion est un film diffusé à la télévision britannique en 2003, réalisé par Joe Wright.

## Synopsis
Le parcours de Charles II (roi d'Angleterre).

## Fiche technique
- Titre original anglais : Charles II: The Power & the Passion
- Type : mini-série télévisée
- Genre : film historique
- Réalisateur : Joe Wright
- Scénariste : Adrian Hodges
- Production : Kate Harwood, Delia Fine et Laura Mackie, associés à Katrine Dudley et Lee Morris pour BBC et A&E Television Networks
- Photographie : Ryszard Lenczewski
- Montage : Paul Tothill
- Musique : Rob Lane
- Décors : Sarah Greenwood
- Costumes : Mike O'Neill
- Effets spéciaux : Dominik Janda et Miroslav Miclik
- Pays :  Royaume-Uni,  États-Unis
- Année : 2003
- Durée : 188 min
- Langue : anglais
- Format d'image : 1.78 : 1
- Première diffusion :  23 novembre 2003
- Chaîne de télévision : BBC

## Distribution
- Rufus Sewell : Charles II
- Rupert Graves : George Villiers, duc de Buckingham
- Charlie Creed-Miles : James, duc d'York
- Christian Coulson : James, duc de Monmouth
- Shirley Henderson : Catherine de Bragance
- Martin Freeman : Lord Shaftesbury
- Helen McCrory : Barbara Villiers, comtesse de Castlemaine
- Peter Wight : duc d'Ormonde
- Robert East (en) : comte d'Arlington
- Dorian Lough (en) : Clifford
- Ian McDiarmid : Sir Edward Hyde
- Graham McTavish : capitaine
- Diana Rigg : Reine Henriette Marie
- Robert Cavanah : Rochester
- Shaun Dingwall (en) : Comte de Danby
- Nick Bagnall : Hopkins
- Mélanie Thierry : Louise de Kéroualle
- Jochum ten Haaf : Guillaume d'Orange
- David McKail : Lord Mayor
- Martin Turner (en) : Charles Ier
- Rob Jarvis (en) : Kirkby
- Eddie Marsan : Titus Oates
- Michael Pober : tuteur
- Richard Bremmer : Solomon Eccles
- Ryan Nelson : Monmouth jeune
- Anthony O'Donnell (en) : Israel Tonge
- Alice Patten (en) : Lady Frances Stewart
- Arthur Whybrow (en) : vieil homme
- Sean Biggerstaff : Henry, duc de Gloucester
- Robert Bowman : Godolphin
- Jenny Galloway (en) : une femme
- John Comer : homme en colère
- Andrew Woodall : Essex
- Richard Rowlands : Sir Roger Palmer
- Rhys Meredith : Coleman
- Alan Williams (en) : prédicateur
- James Greene : Lord Stafford
- Garry Cooper (en) : Général Monck
- Anne-Marie Duff : Minette, (Henriette Anne)
- Barbora Lukesová : Delphina
- Robert Orr : Cobden
- Daniel Brown : Sergent
- Thierry Perkins-Lyautey : Louis XIV
- Joel Sugerman : serviteur à Anvers
- Sarah Cameron : jeune fille
- Pip Torrens : Charles Hart
- Max Stewart : aubergiste
- Jan Nemejovský : victime
- Robert Russell : médecin de la reine
- David Bradley : Sir Edmund Berry Godfrey (en)
- Curtis Mathew : victime
- Lukás Trebický : danseur
- Vitezslav Bouchner (cs) : victime
- Ryan James : Footman
- Carl Odoms : serviteur de Barbara
- Emma Pierson : Nell Gwynne
- Donald Douglas (en) : Lord Coleraine
- Predrag Bjelac : courtisan portugais
- Thomas Q. Napper : Sir Peter Lely
- Simon Woods : Capitaine Churchill
- Cyrille Thouvenin : Monsieur
- Wilfred Prager : De Ruvigny
- Kristina Madericova : servante de Minette
- Brian Caspe : Docteur Taylor
- Adam Bradley : assistant de Shrewsbury
- Albert Welling (en)
- Manouk van der Meulen, non-crédité
- James Babson, non-crédité